# Associação Recreativa Cultural e Desportiva Junqueira Futebol Clube
La Associação Recreativa Cultural Desportiva Junqueira è una squadra portoghese di calcio a 5 che gioca a Santa Cruz do Bispo. Nella stagione 2006/2007 ha disputato Campeonato Nacional de Futsal, dopo essere stata promossa l'anno precedente dalla seconda divisione.

## Rosa 2006/2007
| # |                       | Name                | Age | Last Club      |
| - | --------------------- | ------------------- | --- | -------------- |
|   | Portogallo (bandiera) | Rui Oliveira (P)    | 29  |                |
|   | Portogallo (bandiera) | Bruno Teixeira (P)  | 19  |                |
|   | Portogallo (bandiera) | Hugo Figueiredo (P) | 22  | Valadares      |
|   | Portogallo (bandiera) | Xico                | 26  | Modicus        |
|   | Portogallo (bandiera) | Ricardo Pereira     | 29  |                |
|   | Portogallo (bandiera) | Ricardo Ferreira    | 28  | Ac. Leça       |
|   | Portogallo (bandiera) | André Costa         | 22  |                |
|   | Portogallo (bandiera) | Hugo Costa          | 21  |                |
|   | Portogallo (bandiera) | Paulinho            | 23  |                |
|   | Portogallo (bandiera) | Ricardo Santos      | 27  | Famalicense AC |
|   | Portogallo (bandiera) | Filipe Gonçalves    | 24  | Ac. Leça       |
|   | Portogallo (bandiera) | Tino                | 32  | Alpendorada    |
|   | Portogallo (bandiera) | João Castro         | 21  |                |
|   | Brasile (bandiera)    | Milson              | 25  |                |